# Chrosomus
Genre
Chrosomus est un genre de poissons téléostéens de la famille des Cyprinidae et de l'ordre des Cypriniformes. Les espèces que regroupe ce genre étaient autrefois incluses dans le genre Phoxinus. Le genre Chrosomus se rencontre uniquement en Amérique du Nord, au Canada et aux États-Unis.

## Liste des espèces
Selon FishBase (20 novembre 2016) :
- Chrosomus cumberlandensis (W. C. Starnes & L. B. Starnes, 1978)
- Chrosomus eos Cope, 1861
- Chrosomus erythrogaster (Rafinesque, 1820)
- Chrosomus neogaeus (Cope, 1867)
- Chrosomus oreas Cope, 1868
- Chrosomus saylori (Skelton, 2001)
- Chrosomus tennesseensis (W. C. Starnes & R. E. Jenkins, 1988)

Selon World Register of Marine Species (2 janvier 2019) :
- Chrosomus cumberlandensis (Starnes & Starnes, 1978)
- Chrosomus eos Cope, 1861
- Chrosomus erythrogaster (Rafinesque, 1820)
- Chrosomus neogaeus (Cope, 1867)
- Chrosomus oreas Cope, 1868
- Chrosomus saylori (Skelton, 2001)
- Chrosomus tennesseensis (Starnes & Jenkins, 1988)

## Galerie

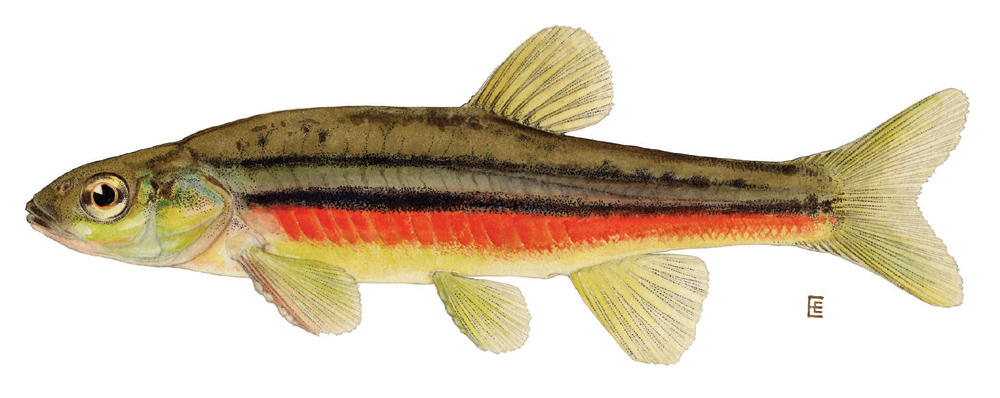
Chrosomus eos
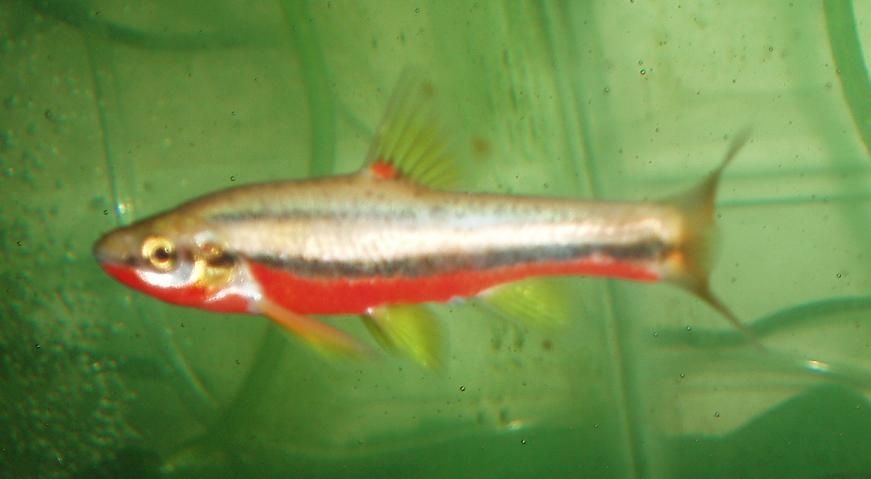
Chrosomus erythrogaster